# گائتانو کاریدی
گائتانو کاریدی (انگلیسی: Gaetano Caridi؛ زادهٔ ۲۲ ژوئیهٔ ۱۹۸۰) بازیکن فوتبال اهل ایتالیا است.
از باشگاه‌هایی که در آن بازی کرده‌است می‌توان به باشگاه فوتبال رجینا، باشگاه فوتبال کرمونزه، باشگاه فوتبال کیاسو، باشگاه فوتبال آولینو، و باشگاه فوتبال پرو ورچلی اشاره کرد.